# Museon

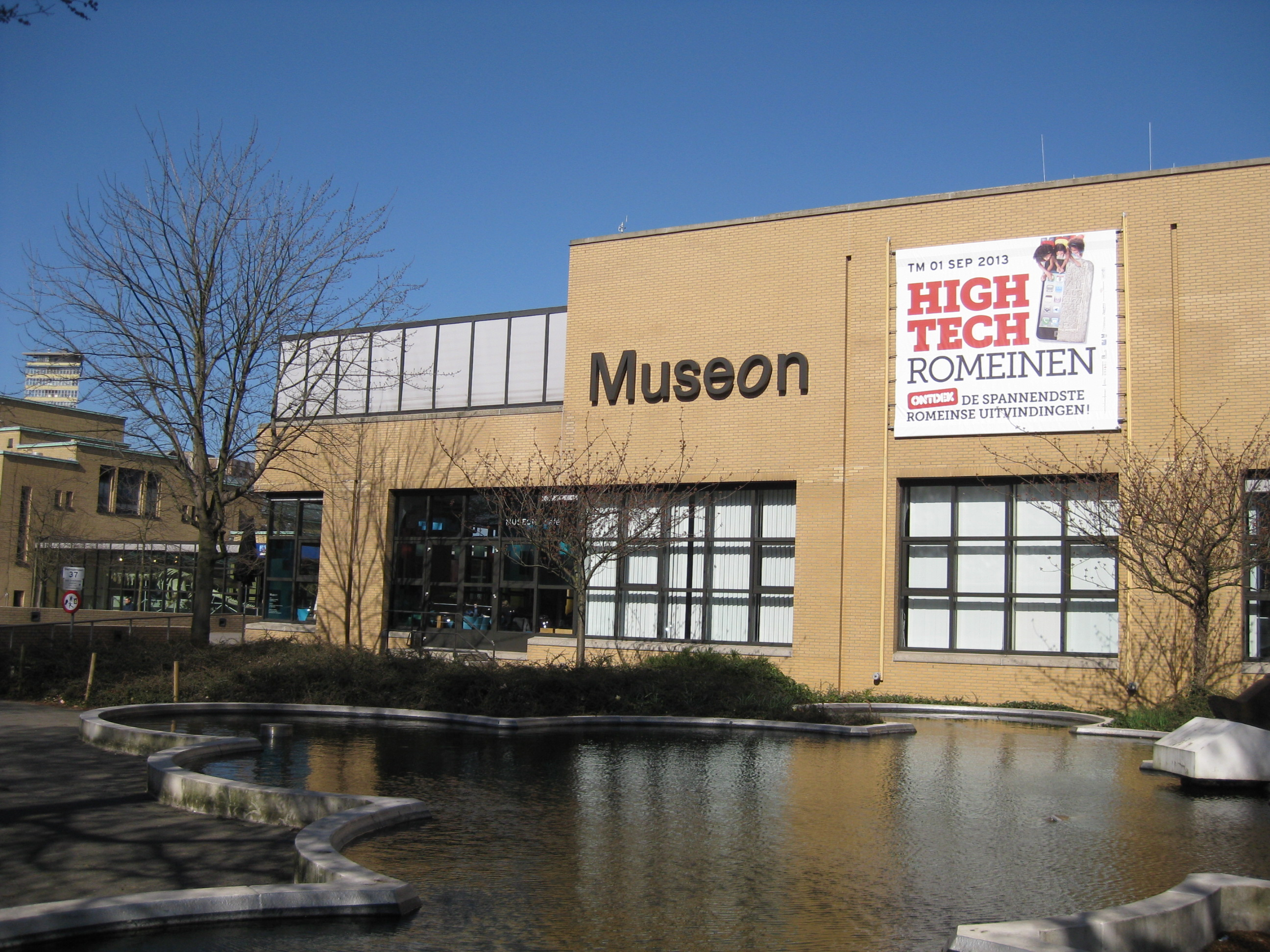
Außenansicht Museon (2013)

Das Museon ist ein Museum für Wissenschaft und Kultur in Den Haag (Niederlande). Die Sammlung umfasst Objekte aus den Bereichen Geologie, Biologie, Archäologie, Geschichte und Ethnologie. 

## Gründung und Anfänge

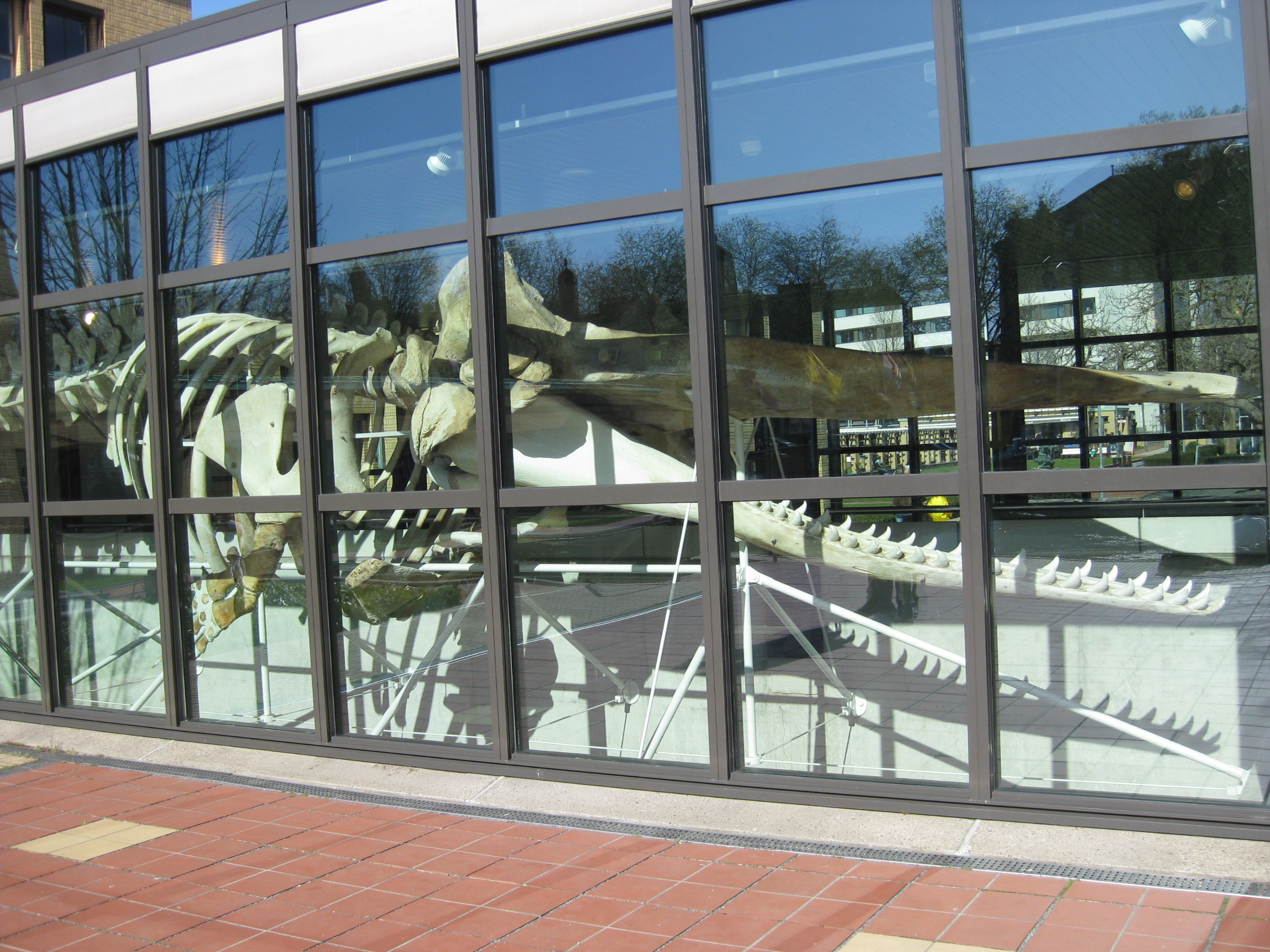
Walskelet in der Lobby (2013)

Im Jahre 1904 wurde das Museumsprojekt „Museum voor het Onderwijs“ (deutsch Museum für Unterricht) vom Zeitungsherausgeber Frits van Paasschen initiiert. Er wünschte sich ein Museum, in dem Kinder etwas über die Industrie lernen. Der erste Museumsdirektor wurde allerdings ein Geologe, Herman van Cappelle, der die Sammlung eher in Richtung Naturgeschichte und Ethnologie vorantrieb, anstelle von Industrie und Technologie. Von den Ideen van Paaschens blieb vor allem der ursprüngliche Bildungsgedanke. Von den frühen Anfängen bis heute werden spezielle Lehrstunden für Jugendgruppen abgehalten, thematisch basierend auf den vorhandenen Museumsstücken. Das Museum für „Education“ war 1910 die erste Einrichtung in den Niederlanden, die Bildungsfilme vorführte.

## Zeit als Gemeindemuseum
Im Jahr 1920 wurde aus dem privaten Projekt „Museum für Unterricht“ eine Institution der politischen Gemeinde Den Haag. Das Museum wechselte oft seinen Standort, bis sich die Gemeinde entschloss, den Architekten Wim Quist mit dem Bau eines eigenen Gebäudes zu beauftragen. Dieses wurde 1985 in der "Internationalen Zone" von Den Haag fertiggestellt. Seitdem trägt das Museum den Namen Museon. 1997 wurde das Museum wieder privatisiert.

## Bildungsauftrag
Das Museon bietet Bildungsveranstaltungen und -programme für eine breite Zielgruppe, dennoch handelt es sich beim Großteil der Besucher um Schulgruppen. Das Angebot soll in verständlicher Art und Weise Wissen über den Menschen und seine enge Verbindung zur Natur, aber auch Kultur vermitteln. Die Sammlung umfasst derzeit etwa 260.000 Objekte.

## Kunstraub 2002
In der Nacht zum 2. Dezember 2002  wurden bei einem Einbruchsdiebstahl Teile der portugiesischen Kronjuwelen, welche für eine Ausstellung ausgeliehen waren, geraubt.